# Dybsø
Dybsø är en dansk ö, belägen strax utanför Själland. Den hör till Region Själland och Næstveds kommun. Dybsø fungerar som en barriärö som avskiljer Karrebæksminde Bugt från Dybsø Fjord. Ön är obebodd sedan 2015 och har en yta om 1,34 km².
Dybsø tillhörde Gavnø fram till år 1976 då den köptes av danska staten. Den är kulturskyddad sedan 1978 och används som betesmark.